# Pleurotomaria
Pleurotomaria es un género extinto de caracoles marinos de la familia Pleurotomariidae. Fue descrito por Defrance en 1826.

## Especies
- † Pleurotomaria actinomphala Eudes-Deslongchamps, 1848
- † Pleurotomaria agarista Billings, 1865
- † Pleurotomaria anglica (Sowerby, 1818)
- † Pleurotomaria angulosa d'Orbigny, 1842
- † Pleurotomaria antitorquata Münster, 1840
- † Pleurotomaria arctica Toula, 1875
- † Pleurotomaria arenaria Girty, 1908
- † Pleurotomaria armata Münster in Goldfuss, 1844
- † Pleurotomaria awakinoensis Begg y Grant-Mackie, 2003
- † Pleurotomaria bajociana Ferrari y Damborenea, 2015
- † Pleurotomaria barrealensis (Cowper Reed, 1927)
- † Pleurotomaria baugieri d’Orbigny, 1847
- † Pleurotomaria bicoronata Sandberger y Sandberger, 1855
- † Pleurotomaria biondii Gemmellaro, 1889
- † Pleurotomaria bodana Roemer, 1855
- † Pleurotomaria brennensis Reed, 1932
- † Pleurotomaria calcifera Billings, 1859
- † Pleurotomaria cancellata Stauffer, 1909
- † Pleurotomaria carinifera Girty, 1908
- † Pleurotomaria catherinae Gemmellaro, 1889
- † Pleurotomaria cingulata Goldfuss, 1844
- † Pleurotomaria coheni Gemmellaro, 1889
- † Pleurotomaria comata Lindström, 1884
- † Pleurotomaria coniformis de Koninck, 1883
- † Pleurotomaria costulatocanaliculata Sandberger y Sandberger, 1853
- † Pleurotomaria discoidea Girty, 1908
- † Pleurotomaria doris Hall, 1862
- † Pleurotomaria elderi Girty, 1908
- † Pleurotomaria estella Hall y Whitfield, 1872
- † Pleurotomaria exaltata d’Archiac y de Verneuil, 1842
- † Pleurotomaria faberi Monari y Gatto, 2013
- † Pleurotomaria gracilis Phillips, 1841
- † Pleurotomaria halliana Shumard, 1859
- † Pleurotomaria hectori (Trechmann, 1918)
- † Pleurotomaria helicoides Cowper Reed, 1901
- † Pleurotomaria hisingeri Goldfuss, 1864
- † Pleurotomaria hokonuiensis Trechmann, 1918
- † Pleurotomaria? homoruspira Szabó, 2017[5]
- † Pleurotomaria hyale Billings, 1865
- † Pleurotomaria indistincta Szabó, 2017[5]
- † Pleurotomaria isaacsii Hall y Whitfield, 1873
- † Pleurotomaria isomorpha Gemmellaro, 1889
- † Pleurotomaria karetai Begg y Grant-Mackie, 2003
- † Pleurotomaria kiritehereensis Begg y Grant-Mackie, 2003
- † Pleurotomaria? laponya Szabó, 2017[5]
- † Pleurotomaria mariani Gemmellaro, 1889
- † Pleurotomaria mazarensis Gemmellaro, 1889
- † Pleurotomaria mica Girty, 1908
- † Pleurotomaria monilifera Terquem y Jourdy, 1873
- † Pleurotomaria murchisoniaeformis Gemmellaro, 1889
- † Pleurotomaria neglecta Girty, 1908
- † Pleurotomaria neosolodurina Dacque, 1905
- † Pleurotomaria nikitini Fliegel, 1901
- † Pleurotomaria nodulocincta Szabó, 2017[5]
- † Pleurotomaria nodulocostulata Szabó, 2017[5]
- † Pleurotomaria nongradata Szabó, 2017[5]
- † Pleurotomaria notlingi Koken, 1896
- † Pleurotomaria nuda Delpey, 1941
- † Pleurotomaria obliqua Fliegel, 1901
- † Pleurotomaria okensis Gerasimov, 1992
- † Pleurotomaria ornatadepressa Hudleston, 1895
- † Pleurotomaria otapiriensis Begg y Grant-Mackie, 2003
- † Pleurotomaria perfasciata Hall, 1860
- † Pleurotomaria pericarinata (Hall, 1847)
- † Pleurotomaria perornata Shumard, 1859
- † Pleurotomaria perversa Whidborne, 1889
- † Pleurotomaria? plana Ferrari, 2024
- † Pleurotomaria planulata Girty, 1908
- † Pleurotomaria plicifera d'Eichwald, 1860
- † Pleurotomaria pogibshiensis Ferrari et al., 2020
- † Pleurotomaria postumia Billings, 1865
- † Pleurotomaria proutiana Shumard, 1859
- † Pleurotomaria psiche Gemmellaro, 1889
- † Pleurotomaria putilla Girty, 1908
- † Pleurotomaria replicata Lindström, 1884
- † Pleurotomaria retroplicata Gemmellaro, 1889
- † Pleurotomaria richardsoni Girty, 1908
- † Pleurotomaria roemeri (Koken, 1889)
- † Pleurotomaria rouillieri d'Orbigny, 1850
- † Pleurotomaria salomonensis Gemmellaro, 1889
- † Pleurotomaria seminodosa Szabó, 2017[5]
- † Pleurotomaria sigaretus Sandberger y Sandberger, 1855
- † Pleurotomaria spilsbyensis Cox, 1960
- † Pleurotomaria striatissima Cowper Reed, 1901
- † Pleurotomaria subsulcata Goldfuss, 1844
- † Pleurotomaria subtilistriata Hall, 1847
- † Pleurotomaria trinchesii Gemmellaro, 1889
- † Pleurotomaria? trochotomorpha Ferrari, 2024
- † Pleurotomaria tunstallensis King, 1848
- † Pleurotomaria viola Billings, 1865
- † Pleurotomaria virgo Billings, 1865
- † Pleurotomaria waimumu Begg y Grant-Mackie, 2003
- † Pleurotomaria wiesberghausensis Szabó, 2017[5]
- † Pleurotomaria wurmi Römer, 1843
- † Pleurotomaria zitteli Holzapfel, 1882